# دنی نوایوس
دنی نوایوس (انگلیسی: Dani Neuhaus؛ زادهٔ ۲۱ مارس ۱۹۹۳) بازیکن فوتبال اهل برزیل است.
از باشگاه‌هایی که در آن بازی کرده‌است می‌توان به باشگاه فوتبال کورینتیانس اشاره کرد.
وی همچنین در تیم ملی فوتبال زنان برزیل بازی کرده‌است.